# یوباتوویتسا
یوباتوویتسا (به صربی: Ljubatovica) یک منطقهٔ مسکونی در صربستان است که در بلا پالانکا واقع شده‌است. یوباتوویتسا ۸۷ نفر جمعیت دارد.